# Valdeolleros
Valdeolleros es un barrio de la ciudad de Córdoba (España), perteneciente al distrito Norte-Sierra. Está situado en zona sur del distrito. Limita al norte con el barrio de Cámping; al este, con el polígono industrial de Chinales; al sur, con los barrios de El Carmen y Campo de la Merced-Molinos Alta; y al oeste, con los barrios de Santa Rosa y Huerta de San Rafael.